# آرتامانوو
آرتامانوو (به لاتین: Artamanovo) یک منطقهٔ مسکونی در روسیه است که در سرزمین آلتای واقع شده‌است.